# Thurs Gill
Der Thurs Gill ist ein Wasserlauf im Lake District, Cumbria, England. Er entsteht nordwestlich von Hawkshead und fließt in östlicher Richtung, bis er bei seinem Zusammenfluss mit dem Hall Beck den Black Beck bildet.